# Чемпіонат світу з легкої атлетики 2015
Чемпіонат світу з легкої атлетики 2015 проходив з 22 по 30 серпня у Пекіні.
Змагання (крім шосейних дисциплін, траси яких були прокладені вулицями міста) були проведені на Національному стадіоні.

## Призери

### Чоловіки
| Дисципліна                | Золото                                                                                               | Золото      | Срібло                                                                                      | Срібло     | Бронза                                                             | Бронза      |
| ------------------------- | --- | ----------- | ------------------------------------------------------------------------------------------- | ---------- | ------------------------------------------------------------------ | ----------- |
| 100 метрів                | Усейн Болт Ямайка                                                                                    | 9,79 SB     | Джастін Гетлін США                                                                          | 9,80       | Трейвон Бромелл СШААндре де Грассе Канада                          | 9,929,92 PB |
| 200 метрів                | Усейн Болт Ямайка                                                                                    | 19,55 WL    | Джастін Гетлін США                                                                          | 19,74      | Анасо Джободвана ПАР                                               | 19,87 NR    |
| 400 метрів                | Вайде ван Нікерк ПАР                                                                                 | 43,48 WL AR | Лашон Меррітт США                                                                           | 43,65 PB   | Кірані Джеймс Гренада                                              | 43,78 SB    |
| 800 метрів                | Давід Рудіша Кенія                                                                                   | 1.45,84     | Адам Кщот Польща                                                                            | 1.46,08    | Амель Тука Боснія і Герцеговина                                    | 1.46,30     |
| 1500 метрів               | Асбел Кіпроп Кенія                                                                                   | 3.34,40     | Елайджа Манангої Кенія                                                                      | 3.34,63    | Абдалааті Ігідер Марокко                                           | 3.34,67     |
| 5000 метрів               | Мо Фара Велика Британія                                                                              | 13.50,38    | Калеб Ндіку Кенія                                                                           | 13.51,75   | Хагос Гебрхівет Ефіопія                                            | 13.51,86    |
| 10000 метрів              | Мо Фара Велика Британія                                                                              | 27.01,13    | Джеффрі Камворор Кенія                                                                      | 27.01,76   | Пол Тануї Кенія                                                    | 27.02,83    |
| 110 метрів з бар'єрами    | Сергій Шубенков Росія                                                                                | 12,98 NR    | Генсл Парчмент Ямайка                                                                       | 13,03 SB   | Ерієс Меррітт США                                                  | 13,04 SB    |
| 400 метрів з бар'єрами    | Ніколас Бетт Кенія                                                                                   | 47,79 WL    | Денис Кудрявцев Росія                                                                       | 48,05 NR   | Джеффері Гібсон Багамські Острови                                  | 48,17 NR    |
| 3000 метрів з перешкодами | Єзекіїль Кембої Кенія                                                                                | 8.11,28     | Консеслус Кіпруто Кенія                                                                     | 8.12,38    | Брімін Кіпруто Кенія                                               | 8.12,54     |
| 4×100 метрів              | ЯмайкаНеста Картер Асафа Пауелл Нікель Ашмід Усейн Болт Рашид Дваєр (забіг)                          | 37,36 WL    | КНРМо Юсюе Се Чженьє Су Бінтянь Чжан Пеймен                                                 | 38,01      | КанадаАарон Браун Андре де Грассе Брендон Родні Джастін Ворнер     | 38,13       |
| 4×400 метрів              | СШАДевід Вербург Тоні Маккей Брайшон Неллум Лашон Меррітт Кайл Клемонс (забіг) Вернон Норвуд (забіг) | 2.57,82 WL  | Тринідад і ТобагоРенні Квоу Лалонд Гордон Деон Лендор Мачел Седеніо Джаррін Соломон (забіг) | 2.58,20 NR | Велика БританіяРаба Юсіф Делано Вільямс Джаррід Данн Мартін Руні   | 2.58,51 SB  |
| Марафон                   | Гірмай Гебреселассіє Еритрея                                                                         | 2:12.27     | Ємане Цегай Ефіопія                                                                         | 2:13.07 SB | Соломон Мутаї Уганда                                               | 2:13.29     |
| Ходьба 20 кілометрів      | Мігель Анхель Лопес Іспанія                                                                          | 1:19.14 PB  | Ван Чжень КНР                                                                               | 1:19.29    | Бенджамін Торн Канада                                              | 1:19.57 NR  |
| Ходьба 50 кілометрів      | Матей Тот Словаччина                                                                                 | 3:40.32     | Джеред Теллент Австралія                                                                    | 3:42.17 SB | Таній Такаюкі Японія                                               | 3:42.55     |
| Стрибки у висоту          | Дерек Друен Канада                                                                                   | 2,34        | Богдан Бондаренко УкраїнаЧжан Говей КНР                                                     | 2,33       | не вручалась                                                       |             |
| Стрибки з жердиною        | Шонесі Барбер Канада                                                                                 | 5,90        | Рафаель Гольцдеппе Німеччина                                                                | 5,90       | Павел Войцеховський ПольщаРено Лавіллені ФранціяПйотр Лісек Польща | 5,80        |
| Стрибки в довжину         | Грег Резерфорд Велика Британія                                                                       | 8,41 SB     | Фабріс Лап'єр Австралія                                                                     | 8,24 SB    | Ван Цзянань КНР                                                    | 8,18        |
| Потрійний стрибок         | Крістіан Тейлор США                                                                                  | 18,21 WL AR | Педро Пабло Пічардо Куба                                                                    | 17,73      | Нельсон Евора Португалія                                           | 17,52 SB    |
| Штовхання ядра            | Джо Ковач США                                                                                        | 21,93       | Давід Шторль Німеччина                                                                      | 21,74      | Одейн Річардс Ямайка                                               | 21,69 NR    |
| Метання диска             | Пйотр Малаховський Польща                                                                            | 67,40       | Філіп Міланов Бельгія                                                                       | 66,90 NR   | Роберт Урбанек Польща                                              | 65,18       |
| Метання молота            | Павел Файдек Польща                                                                                  | 80,88       | Ділшод Назаров Таджикистан                                                                  | 78,55      | Войцех Новицький Польща                                            | 78,55       |
| Метання списа             | Джуліус Єго Кенія                                                                                    | 92,72 WL AR | Іхаб Абдельрахман Єгипет                                                                    | 88,99 SB   | Теро Піткямякі Фінляндія                                           | 87,64       |
| Десятиборство             | Ештон Ітон США                                                                                       | 9045 WR     | Даміан Ворнер Канада                                                                        | 8695 NR    | Ріко Фраймут Німеччина                                             | 8561 PB     |

### Жінки
| Дисципліна                | Золото | Золото      | Срібло | Срібло   | Бронза                                                                                              | Бронза     |
| ------------------------- | --- | ----------- | --- | -------- | --------------------------------------------------------------------------------------------------- | ---------- |
| 100 метрів                | Шеллі-Енн Фрейзер-Прайс Ямайка                                                                                                  | 10,76       | Дафне Схіперс Нідерланди                                                                                             | 10,81 NR | Торі Бові США                                                                                       | 10,86      |
| 200 метрів                | Дафне Схіперс Нідерланди | 21,63 CR AR | Елейн Томпсон Ямайка                                                                                                 | 21,66 PB | Вероніка Кемпбелл-Браун Ямайка                                                                      | 21,97 SB   |
| 400 метрів                | Еллісон Фелікс США | 49,26 WL PB | Шона Міллер Багамські Острови                                                                                        | 49,67 PB | Шеріка Джексон Ямайка                                                                               | 49,99 PB   |
| 800 метрів                | Марина Арзамасова Білорусь | 1.58,03     | Мелісса Бішоп Канада                                                                                                 | 1.58,12  | Юніс Сум Кенія                                                                                      | 1.58,18    |
| 1500 метрів               | Гензебе Дібаба Ефіопія | 4.08,09     | Фейт Кіп'єгон Кенія                                                                                                  | 4.08,96  | Сіфан Гассан Нідерланди                                                                             | 4.09,34    |
| 5000 метрів               | Алмаз Аяна Ефіопія | 14.26,83 CR | Сенбере Тефері Ефіопія                                                                                               | 14.44,07 | Гензебе Дібаба Ефіопія                                                                              | 14.44,14   |
| 10000 метрів              | Вів'єн Черуйот Кенія | 31.41,31    | Гелете Бурка Ефіопія                                                                                                 | 31.41,77 | Емілі Інфелд США                                                                                    | 31.43,49   |
| 100 метрів з бар'єрами    | Данієль Вільямс Ямайка | 12,57 PB    | Сінді Роледер Німеччина                                                                                              | 12,59 PB | Аліна Талай Білорусь                                                                                | 12,66 NR   |
| 400 метрів з бар'єрами    | Зузана Гейнова Чехія | 53,50 WL    | Шам'єр Літтл США | 53,94    | Кассандра Тейт США                                                                                  | 54,02      |
| 3000 метрів з перешкодами | Гівін Кієнг Кенія | 9.19,11     | Габіба Грібі Туніс                                                                                                   | 9.19,24  | Геза Краузе Німеччина                                                                               | 9.19,25 PB |
| 4×100 метрів              | ЯмайкаВероніка Кемпбелл-Браун Наташа Моррісон Елейн Томпсон Шеллі-Енн Фрейзер-Прайс Шерон Сімпсон (забіг) Керрон Стюарт (забіг) | 41,07 WL CR | СШАІнгліш Гарднер Еллісон Фелікс Дженна Прандіні Джасмін Тодд                                                        | 41,68 SB | Тринідад і ТобагоКеллі-Енн Баптіст Мішель-Лі Ає Райаре Томас Семой Хекетт Халіфа Сенфорт (забіг)    | 42,03 NR   |
| 4×400 метрів              | ЯмайкаКрістін Дей Шеріка Джексон Стефані-Енн Макферсон Новлін Вільямс-Міллс Анастасія Лерой (забіг) Крісанн Гордон (забіг)      | 3.19,13 WL  | СШАСаня Річардс-Росс Наташа Гастінгс Еллісон Фелікс Франсена Маккорорі Філліс Френсіс (забіг) Джессіка Беард (забіг) | 3.19,44  | Велика БританіяКрістін Огуруоґу Аніка Онуора Ейлід Чайлд Серен Банді-Девіс Кірстен Макаслан (забіг) | 3.23,62 SB |
| Марафон                   | Маре Дібаба Ефіопія | 2:27.35     | Гела Кіпроп Кенія | 2:27.36  | Юніс Кірва Бахрейн                                                                                  | 2:27.36    |
| Ходьба 20 кілометрів      | Лю Хун КНР | 1:27.45     | Люй Сючжі КНР | 1:27.45  | Людмила Оляновська Україна                                                                          | 1:28.13    |
| Стрибки у висоту          | Марія Кучина Росія | 2,01        | Бланка Влашич Хорватія                                                                                               | 2,01 SB  | Ганна Чичерова Росія                                                                                | 2,01       |
| Стрибки з жердиною        | Яріслей Сілва Куба | 4,90        | Фабіана Мурер Бразилія                                                                                               | 4,85 =AR | Ніколетта Кіріакопулу Греція                                                                        | 4,80       |
| Стрибки в довжину         | Тіанна Бартолетта США | 7,14 WL PB  | Шара Проктор Велика Британія                                                                                         | 7,07 NR  | Івана Шпанович Сербія                                                                               | 7,01 NR    |
| Потрійний стрибок         | Катерін Ібаргуен Колумбія | 14,90 SB    | Анна Князева-Міненко Ізраїль                                                                                         | 14,78 NR | Ольга Рипакова Казахстан                                                                            | 14,77 SB   |
| Штовхання ядра            | Крістіна Шваніц Німеччина | 20,37       | Ґун Ліцзяо КНР | 20,30    | Мішель Картер США                                                                                   | 19,76      |
| Метання диска             | Денія Кабальєро Куба | 69,28       | Сандра Перкович Хорватія                                                                                             | 67,39    | Надін Мюллер Німеччина                                                                              | 65,53      |
| Метання молота            | Аніта Влодарчик Польща | 80,85 CR    | Чжан Веньсю КНР | 76,33 SB | Александра Таверньє Франція                                                                         | 74,02      |
| Метання списа             | Катаріна Молітор Німеччина | 67,69 WL PB | Люй Хуейхуей КНР | 66,13 AR | Сунетт Вільюн ПАР                                                                                   | 65,79      |
| Семиборство               | Джессіка Енніс-Гілл Велика Британія                                                                                             | 6669 SB     | Бріанна Тейсен-Ітон Канада                                                                                           | 6554     | Лаура Ікауніеце-Адмідіня Латвія                                                                     | 6516 NR    |

## Медальний залік
| Місце               | Країна               | Золото | Срібло | Бронза | Загалом |
| ------------------- | -------------------- | ------ | ------ | ------ | ------- |
| 1                   | Кенія                | 7      | 6      | 3      | 16      |
| 2                   | Ямайка               | 7      | 2      | 3      | 12      |
| 3                   | США                  | 6      | 6      | 6      | 18      |
| 4                   | Велика Британія      | 4      | 1      | 2      | 7       |
| 5                   | Ефіопія              | 3      | 3      | 2      | 8       |
| 6                   | Польща               | 3      | 1      | 4      | 8       |
| 7                   | Канада               | 2      | 3      | 3      | 8       |
| 7                   | Німеччина            | 2      | 3      | 3      | 8       |
| 9                   | Росія                | 2      | 1      | 1      | 4       |
| 10                  | Куба                 | 2      | 1      | 0      | 3       |
| 11                  | КНР                  | 1      | 7      | 1      | 9       |
| 12                  | Нідерланди           | 1      | 1      | 1      | 3       |
| 13                  | ПАР                  | 1      | 0      | 2      | 3       |
| 14                  | Білорусь             | 1      | 0      | 1      | 2       |
| 15                  | Іспанія              | 1      | 0      | 0      | 1       |
| 15                  | Еритрея              | 1      | 0      | 0      | 1       |
| 15                  | Колумбія             | 1      | 0      | 0      | 1       |
| 15                  | Словаччина           | 1      | 0      | 0      | 1       |
| 15                  | Чехія                | 1      | 0      | 0      | 1       |
| 20                  | Австралія            | 0      | 2      | 0      | 2       |
| 20                  | Хорватія             | 0      | 2      | 0      | 2       |
| 22                  | Багамські Острови    | 0      | 1      | 1      | 2       |
| 22                  | Тринідад і Тобаго    | 0      | 1      | 1      | 2       |
| 22                  | Україна              | 0      | 1      | 1      | 2       |
| 25                  | Єгипет               | 0      | 1      | 0      | 1       |
| 25                  | Ізраїль              | 0      | 1      | 0      | 1       |
| 25                  | Бельгія              | 0      | 1      | 0      | 1       |
| 25                  | Бразилія             | 0      | 1      | 0      | 1       |
| 25                  | Таджикистан          | 0      | 1      | 0      | 1       |
| 25                  | Туніс                | 0      | 1      | 0      | 1       |
| 31                  | Франція              | 0      | 0      | 2      | 2       |
| 32                  | Гренада              | 0      | 0      | 1      | 1       |
| 32                  | Бахрейн              | 0      | 0      | 1      | 1       |
| 32                  | Боснія і Герцеговина | 0      | 0      | 1      | 1       |
| 32                  | Греція               | 0      | 0      | 1      | 1       |
| 32                  | Казахстан            | 0      | 0      | 1      | 1       |
| 32                  | Латвія               | 0      | 0      | 1      | 1       |
| 32                  | Марокко              | 0      | 0      | 1      | 1       |
| 32                  | Португалія           | 0      | 0      | 1      | 1       |
| 32                  | Сербія               | 0      | 0      | 1      | 1       |
| 32                  | Уганда               | 0      | 0      | 1      | 1       |
| 32                  | Фінляндія            | 0      | 0      | 1      | 1       |
| 32                  | Японія               | 0      | 0      | 1      | 1       |
| Загалом (43 збірні) | Загалом (43 збірні)  | 47     | 48     | 49     | 144     |